# Instituto Mario Mendonça
O Instituto Mario Mendonça é um espaço cultural e artístico localizado em Tiradentes, Minas Gerais, onde encontram-se obras de grandes nomes das artes plásticas. Foi fundado em 2011 e nomeado em homenagem ao pintor Mario Mendonça, cujo tem uma galeria sobre suas obras.
Há obras e desenhos de outros pintores renomados como Guignard, Di Cavalcanti, Alfredo Volpi e Iberê Camargo Cândido Portinari e Tarsila do Amaral. Também há a presenca de artes feitas por artistas da região.

## História
O Instituto cultural foi a inaugurado em 18 de janeiro de 2011, com a primeira exposição denominada Pássaros e Penas que continha 36 peças artísticas inéditas, além da participação do artista mineiro Ricardo Carvão.